# Achille Vander Heeren
Achille Vander Heeren (1880-1956) foi um estudioso bíblico católico belga.  Foi professor de Teologia Moral e bibliotecário no Grande Seminário de Bruges.  Ele escreveu vários artigos para a Enciclopédia Católica, incluindo aqueles sobre Escândalo (teologia) e Suicídio. 
Ele também escreveu uma série de panfletos que circularam entre os católicos de língua holandesa na década de 1930: De Joden: hun bekering (1935), Gelooven (1936), Sint Jans Evangelie (1937).